# Léon Delune
Pour les articles homonymes, voir Delune.
Léon Delune est un architecte belge né à Marbais dans le Brabant wallon le 15 septembre 1862 et décédé le 22 mars 1947 à Ixelles (Bruxelles).

## Biographie

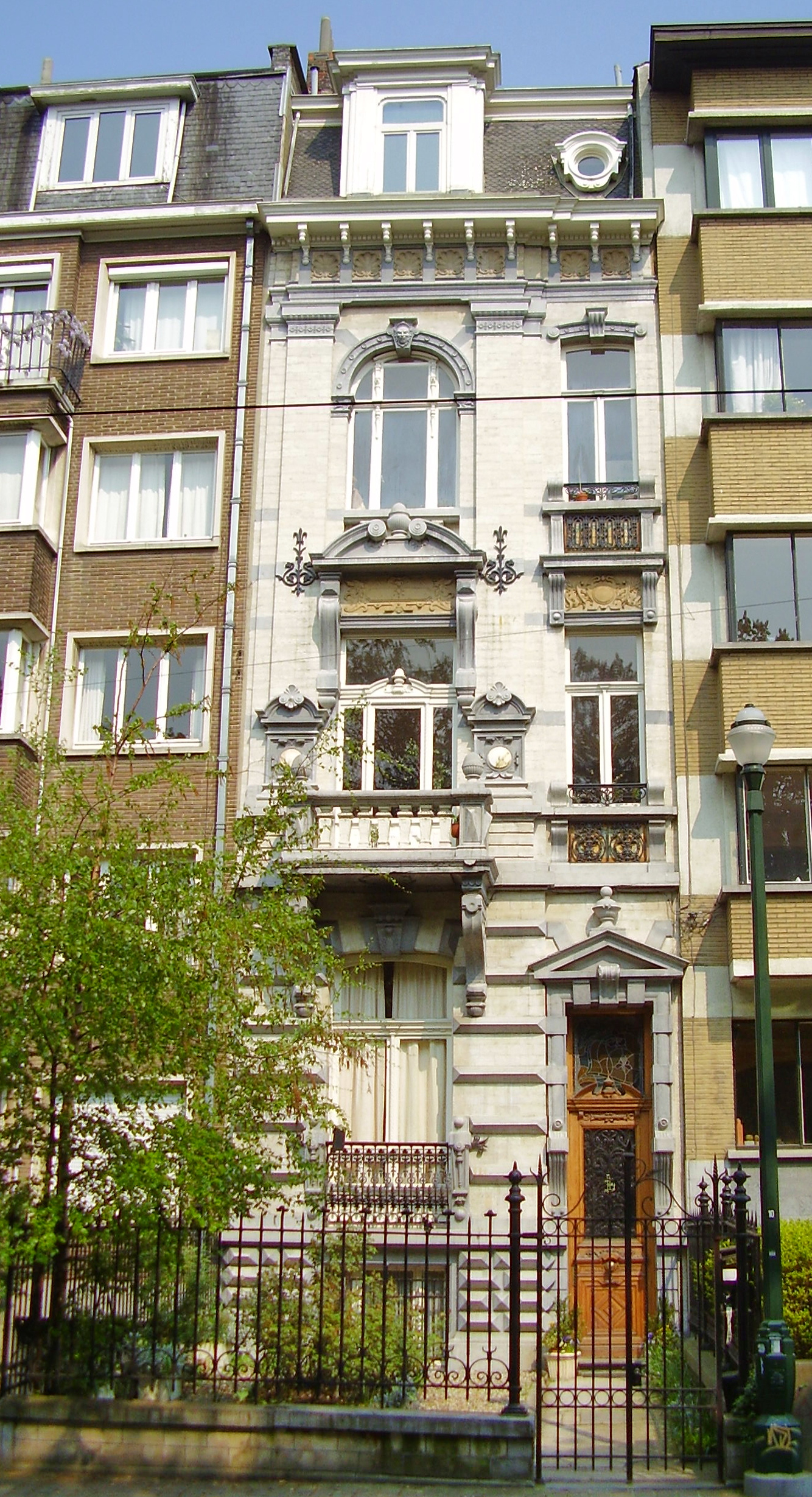
Maison de la famille Delune (Léon Delune, architecte)

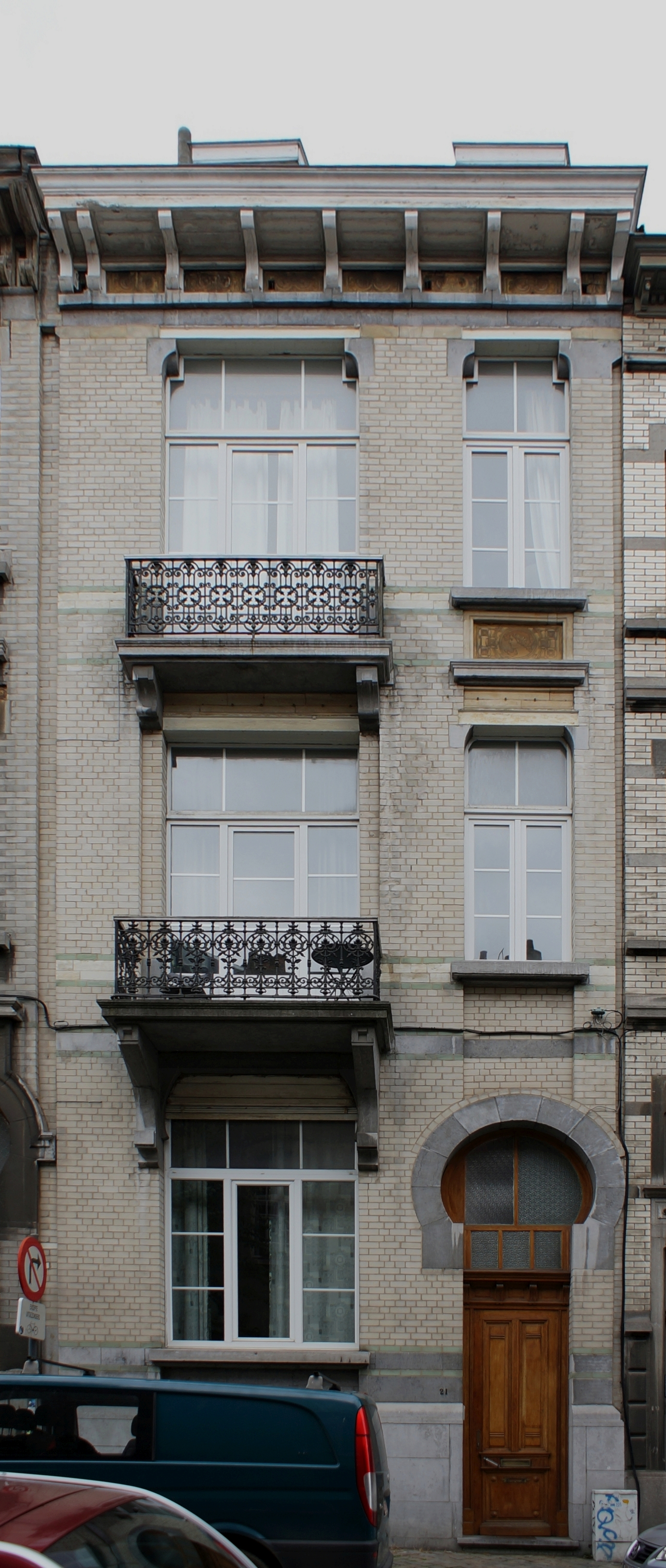
Ixelles,
21 rue de Hennin.
Habitation personnelle de Léon Delune.
Art nouveau (1910).

Son père Hubert Joseph Delune, entrepreneur en bâtiments, quitte son village pour s’installer avec sa femme et ses huit enfants à Ixelles où le travail ne manque pas en cette période d’expansion démographique. 
Léon, comme trois de ses frères, fait ses études à l’Académie royale des beaux-arts de Bruxelles de 1885 à 1891 : il y suit des cours de sculpture et d’architecture et plus tard y enseignera.
L'une de ses premières réalisations est la maison familiale construite, suivant ses plans, par son père en 1891 à Ixelles, en bordure des étangs d'Ixelles. Ses créations sont représentatives des styles éclectique et art nouveau.
Il n'est pas toujours facile de faire la part entre l'œuvre qui lui est attribuée et celles de ses frères également architectes, Aimable, Edmond et Ernest Delune. 

## Réalisations remarquables
- Maison Dewindt, 1901
- Maison Delune, 1904

## Œuvre[3]

### Eclectisme
- 1892-1893 : Ixelles, avenue des Eperons d'Or n° 3 & 5
- 1893 : Ixelles, rue Lesbroussart n° 31, 33 & 35
- 1896 : Ixelles, rue Armand Campenhout n° 66, 68 & 70
- 1896 : Ixelles, 50 rue du Magistrat
- 1896 : Ixelles, avenue des Eperons d'Or n° 10 & 11
- 1897-1898 : Ixelles, rue Lanfray n° 3, 5, 13, 15, 17 & 19
- 1897-1899 : Ixelles, avenue des Eperons d'Or n° 8, 9 & 12
- 1898 : Ixelles, Chaussée de Boondael n° 89 & 91
- 1900 : Ixelles, rue de la Brasserie n° 1, 3 & 5
- 1900 : Ixelles, 37 rue du Magistrat
- 1901 : Ixelles, rue Lanfray n° 29, 29A & 31
- 1901 : Ixelles, 34 avenue Guillaume
- 1902 : Ixelles, 45 rue du Magistrat
- 1904-1905 : Ixelles, rue de la Brasserie n° 7, 9, 11, 13 & 19
- 1905-1910 : Ixelles, rue de la Brasserie n° 51A, 37 & 41
- 1906 : Ixelles, 39 rue Van Elewyck
- 1907 : Ixelles, 7 rue François Roffiaen
- 1907 : Ixelles, rue Van Elewyck n° 19 & 21
- 1908 : Ixelles, 6 rue de l'Ermitage

### Style Néo-classique
- 1889 : Saint-Gilles. 3 rue Louis Coenen

### Art nouveau
- 1901 : Bruxelles, 52 rue des Eburons
- 1904 : Bruxelles, 86 avenue Franklin Roosevelt (Château Solbosch, dit: Maison Delune).
- 1910 : Ixelles, 21 rue de Hennin. Habitation personnelle de l'architecte.
- 1910 : Ixelles, rue de Hennin 23 & 25
- 1910 : Ixelles, 74 rue des Champs Elysées

### Style Beaux Arts
- 1912 : Ixelles, 12, rue de Vergnies

### Art Deco
- 1927 : Saint-Gilles, rue Neufchâtel n° 25, 27, 29, 31 & 33
- 1928 : Etterbeek, 97 rue Commandant Ponthier

## Illustrations

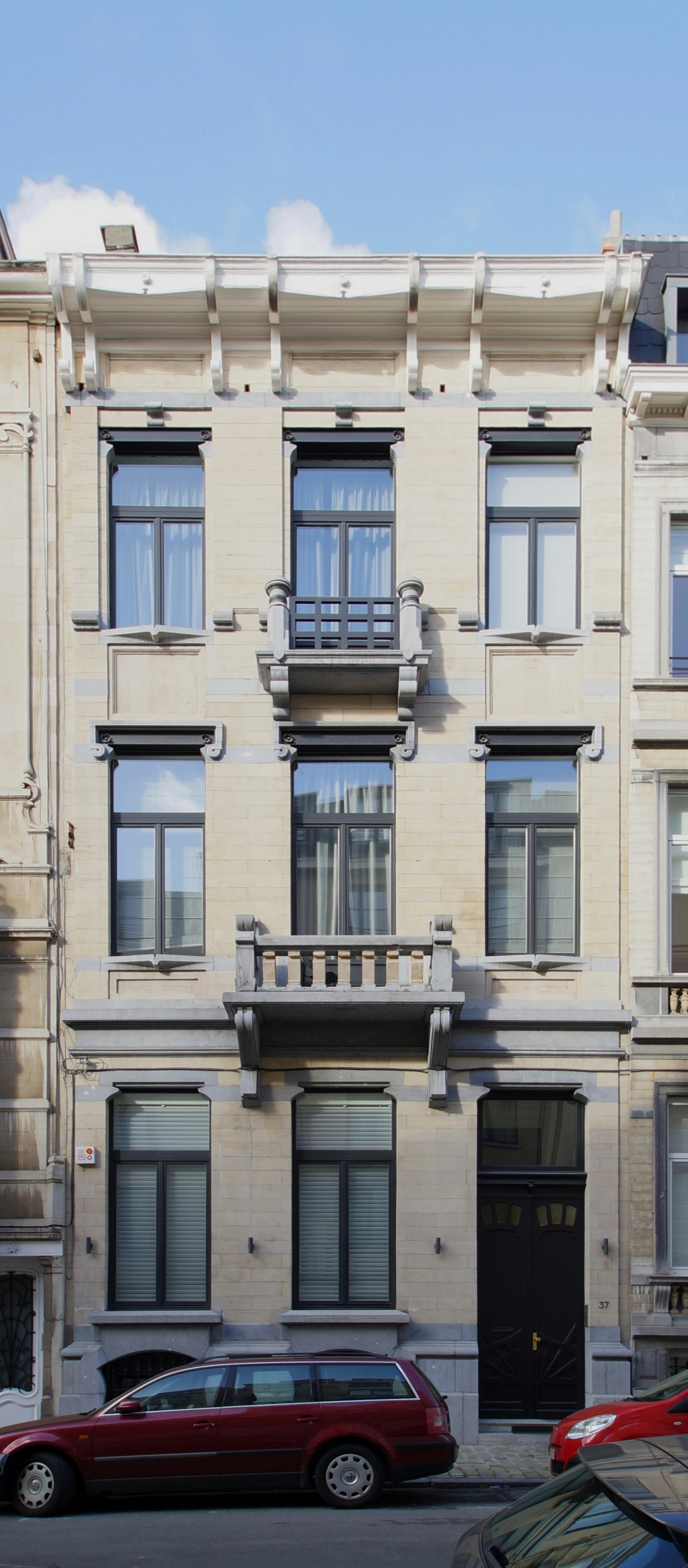
Ixelles, 37 rue du Magistrat. Style éclectique (1900).
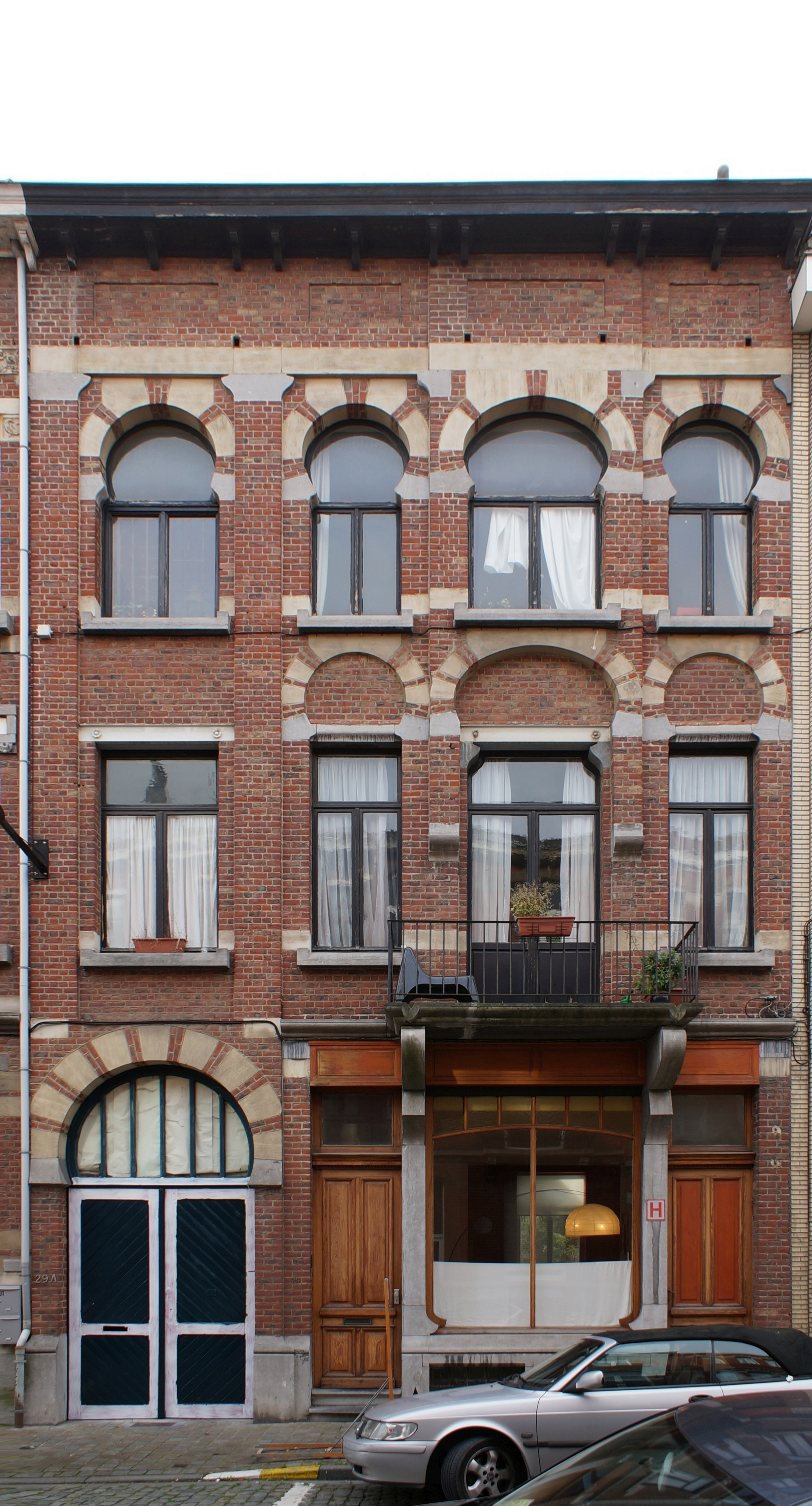
Ixelles, rue Lanfray n° 29A (à gauche) et 29 (à droite). Style éclectique (1901).
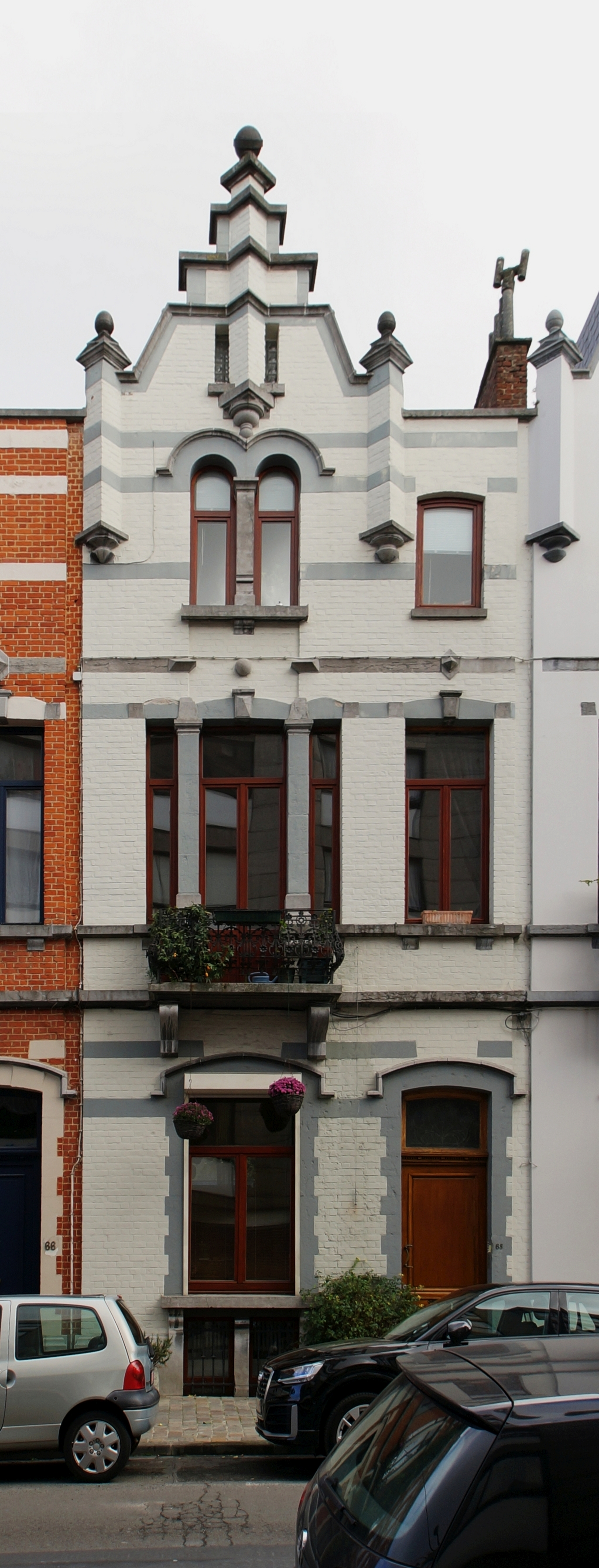
Ixelles, 68 rue Campenhout. Style éclectique (1896).
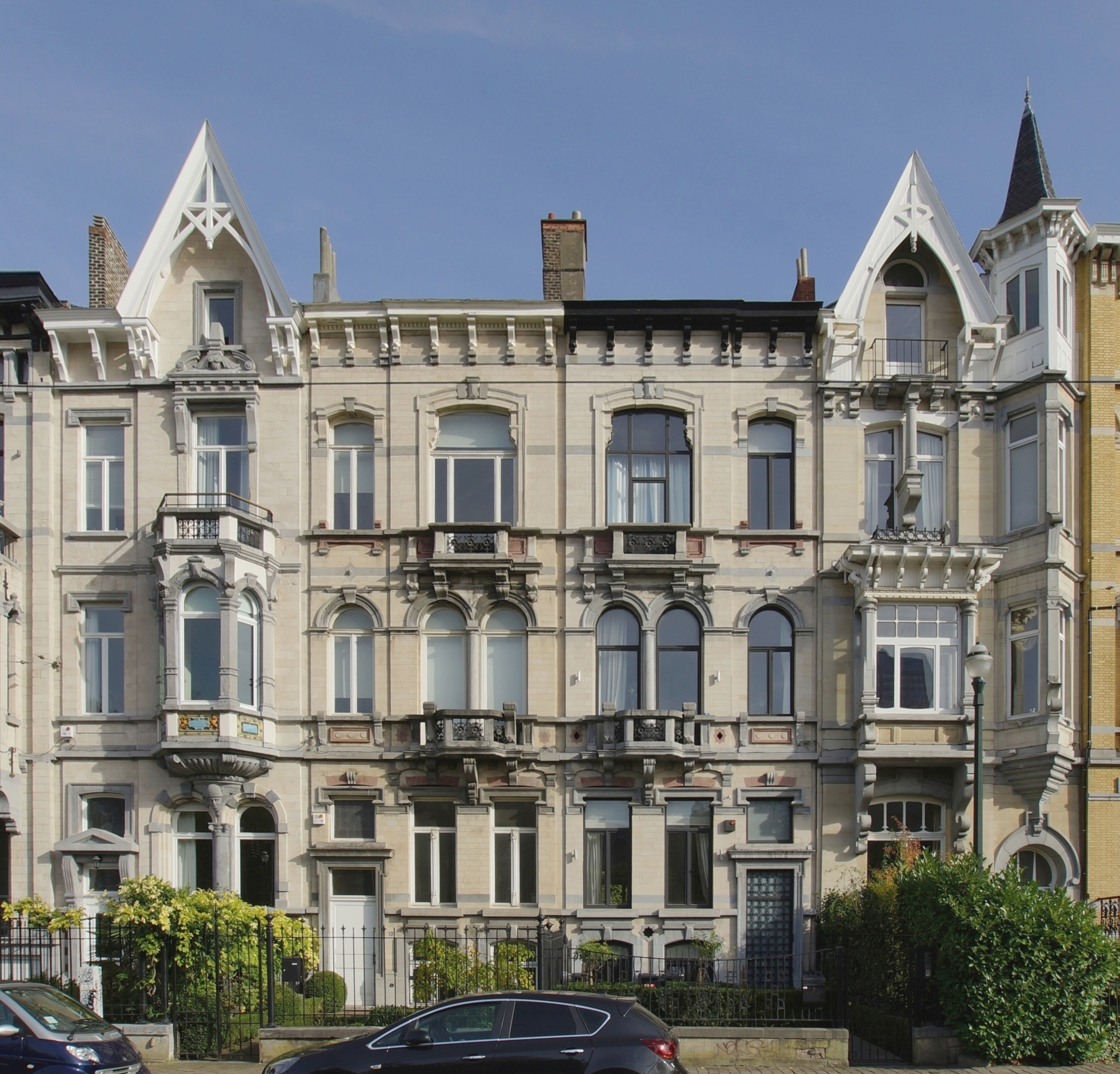
Ixelles, avenue des Éperons d'Or n° 9-10-11-12. Style éclectique (1896-1899).